# Noye's Fludde
L'Arche de Noé
Noye's Fludde (l'Arche de Noé, littéralement l'inondation de Noé) est un opéra en un acte, destiné pour l'essentiel aux artistes amateurs, en particulier des enfants, composé par le britannique Benjamin Britten. La création de l'œuvre a eu lieu le 18 juin 1958 au Festival d'Aldeburgh. L'action est basée sur une pièce du XVe siècle, le mystère de Chester, qui raconte l'histoire biblique de Noé, le déluge et l'arche. Britten ayant précisé que l'opéra devait être mis en scène dans les églises ou de grandes salles, mais pas au théâtre.
Au milieu des années 1950 Britten était connu comme compositeur de grandes œuvres et d'opéras à destination de professionnels et d'amateurs : notamment le petit opéra pour jeune public, avec enfants, Le Petit Ramoneur (1949), l'histoire d'Abraham et Isaac qui utilise également le texte des pièces de Chester et pour ses Cantiques II, en 1952. Noye's Fludde est à l'origine une commande de l’Associated-Rediffusion, comme une partie d'une série pour la télévision sur la création musicale ; lorsque la série a été annulée, une autre société de production a repris le projet. Au texte de Chester, Britten a ajouté trois hymnes de la congrégation, avec la prière grecque Kyrie eleison comme chanson d'enfants et un chœur sur l’Alleluia. Un grand chœur d'enfants représente la paire des animaux de l'arche le tout dirigé par la voix de Dieu. Parmi les rôles, seules les parties de Noye (Noé) et sa femme sont destinées à être chantées par des professionnels ; tous les autres rôles artistiques sont destinés aux enfants et aux adolescents. L'orchestre est principalement amateur, soutenu par un petit ensemble professionnel, et contient de nombreux instruments non conventionnels pour fournir les effets musicaux : clairon pour les animaux, carillon de clochettes pour l'arc-en-ciel et improvisations variées pour imiter musicalement le bruit de la tempête.
Lors de la création Noye's Fludde fut salué par la critique et le public, tant pour l'inspiration musicale, que pour l'éclat de la conception et de la production. L'opéra est créé à New York en mars 1959 et en Allemagne à Ettal, au mois de mai suivant. Depuis, il a été monté partout dans le monde ; comme en octobre 2012 à Pékin, premier opéra de Britten jamais donné en Chine. À l'occasion du centenaire de la naissance de Benjamin Britten en 2013, de nombreuses productions furent proposées lors de festivals de musique, à la fois au Royaume-Uni et dans le reste du monde.

## Contexte

### Mystères de Chester

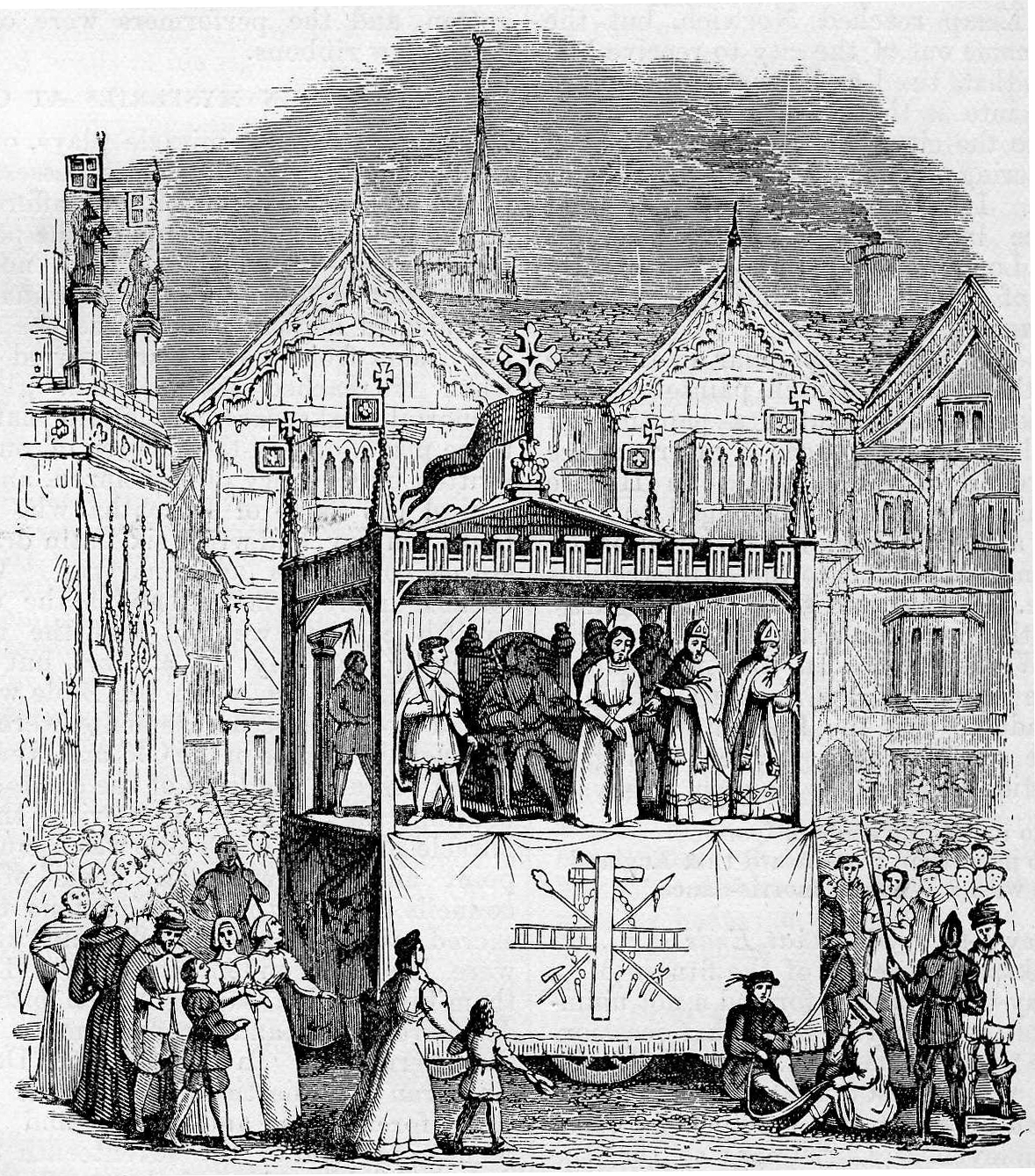
Une représentation du de la pièce des mystères de Chester.

Les pièces de théâtre ou « miracles » anglais ont dramatisé l'histoire de la Bible, dans une tradition ancienne de l'Église les jours de fête sur les places de marché de la ville par les membres des différents corps de métiers (guildes). Ils couvrent toute la narration et les métaphores bibliques, de la chute de Lucifer au jugement dernier. De nombreux cycles de pièces ont pris naissance à la fin du Moyen Âge. Le cycle de Chester est l'un des quatre qui ont survécu jusqu'au XXIe siècle. Les textes, d'un auteur non identifié, ont été révisés à la fin du XVe siècle, dans un format similaire à celui de la passion contemporaine, d'origine française, et ont été publiés en 1890, dans English Miracle Plays, Moralities, and Interludes de Alfred W. Pollard,.
L'histoire de Noé et du déluge, la troisième pièce dans le cycle Chester, a été réalisée par la guilde des porteurs d'eau de la ville de Dee. Une caractéristique de la pièce, observée par l'historienne Rosemary Woolf, est la représentation de la femme de Noé, et par l'implication des femmes en général, comme désobéissantes, obstinées et finalement abusives, contrairement au « grave et obéissant » Noé et à la patience de ses fils.
À la fin du XVIe siècle, avec la Réforme, l'Église a été moins tolérante avec les présentations de mystères. Une représentation en 1575 à Chester, est la dernière enregistrée, jusqu'au XXe siècle. Le cycle Chester a été repris dans le cadre des célébrations de la Fête de la Grande-Bretagne de la ville, en juin 1951, sous la supervision de Christopher Ede,. La production a été reçue avec enthousiasme et a été rejouée l'année suivante. Par la suite, la pièce est devenue une caractéristique et une attraction touristique régulière,.

### Conception
À la fin des années 1940, Benjamin Britten s'est établi comme principal compositeur d'opéra anglais, avec plusieurs grandes œuvres à son actif. En 1947, il suggère à son librettiste, Eric Crozier, qu'ils devraient créer un opéra pour enfants, basé sur une histoire biblique. Crozier donne à Britten un exemplaire du livre d'Alfred Pollard, comme source éventuelle. Rien de ce projet ne sort immédiatement ; à la place, Britten et Crozier écrivent la cantate Saint Nicolas (1948), le premier ouvrage dans lesquels Britten combine artistes professionnels et amateurs. La cantate requiert au moins deux chœurs d'enfants et intègre deux hymnes chantés par l'assemblée publique. Britten a également utilisé cette association de professionnels avec les moyens d'amateurs avec The Little Sweep (1949), qui constitue la deuxième partie de l'animation pour les enfants, Let's Make an Opera (nous allons faire un opéra), conçue avec Crozier. Encore une fois, les petits chanteurs (qui ont également des rôles d'acteurs) sont utilisés et le public chante des refrains, lors de séquences appropriées,. En 1952, alors que la collaboration Crozier et Britten était terminée, le compositeur utilise le livre de Chester comme texte source pour son Canticle II, avec pour base l'histoire d'Abraham et Isaac.
En avril 1957, Boris Ford, chef de l'école de la radiodiffusion à l’Associated Rediffusion, écrit à Britten, pour lui proposer une série de programmes d'une demi-heure. Le contenu permettrait de montrer Britten composer et répéter une œuvre avec des interprètes et offrirait aux enfants « une pièce intime d'éducation musicale, en... regardant le morceau de musique prendre forme. » Britten était d'abord prudent ; il trouvait l'idée intéressante, mais, en avertissant Ford, qu'il était très occupé par ses voyages et qu'il avait peu de temps pour l'écrire. Il était également soucieux de ne pas couvrir le même terrain que ce qu'il réalisait avec Faisons un opéra. Toutefois, il accepte de discuter plus avant du projet. Le 11 juillet, ils se rencontrent à Londres, avec Imogen Holst, l'assistante musicale de Britten. Britten dit à Ford qu'il avait « pendant quelques mois ou un an, vaguement pensé faire quelque chose avec les miracles [de Chester] » et accepte d'écrire un opéra pour la session d'été 1958 des programmes de l'école Associated Rediffusion. Le sujet serait Noé et le déluge, avec pour base le texte de Chester. Plus tard, Ford et son scénariste, Martin Worth, se rendent à Aldeburgh avec Britten pour faire un repérage des églises pour le spectacle. L'église d'Orford est choisie, car contrairement à la plupart des autres églises de la région de l'East Suffolk, ses bancs ne sont pas fixés et ainsi offrent un espace de représentation plus souple.

## Distribution originale
| rôle                                                | tessiture       | effectif, le 18 juin 1958 (Direction : Charles Mackerras)      |
| --------------------------------------------------- | --------------- | -------------------------------------------------------------- |
| La voix de Dieu                                     | rôle parlé      | Trevor Anthony                                                 |
| Noé                                                 | baryton-basse   | Owen Brannigan                                                 |
| Madame Noé                                          | contralto       | Gladys Parr                                                    |
| Sem                                                 | treble          | Thomas Bevan                                                   |
| Ham                                                 | treble          | Marcus Norman                                                  |
| Jaffett                                             | ténor ou treble | Michael Crawford                                               |
| Madame Sem                                          | soprano fille   | Janette Miller                                                 |
| Madame Ham                                          | soprano fille   | Katherine Dyson                                                |
| Madame Jaffett                                      | soprano fille   | Marilyn Baker                                                  |
| Les commères de Madame Noé                          | sopranos filles | Penelope Allen, Doreen Metcalfe, Dawn Mendham, Beverley Newman |
| Le corbeau                                          | rôle muet       | David Bedwell                                                  |
| La colombe                                          | rôle muet       | Maria Spall                                                    |
| Chœur d'enfants des animaux et des oiseaux ; public |                 |                                                                |

## Résumé

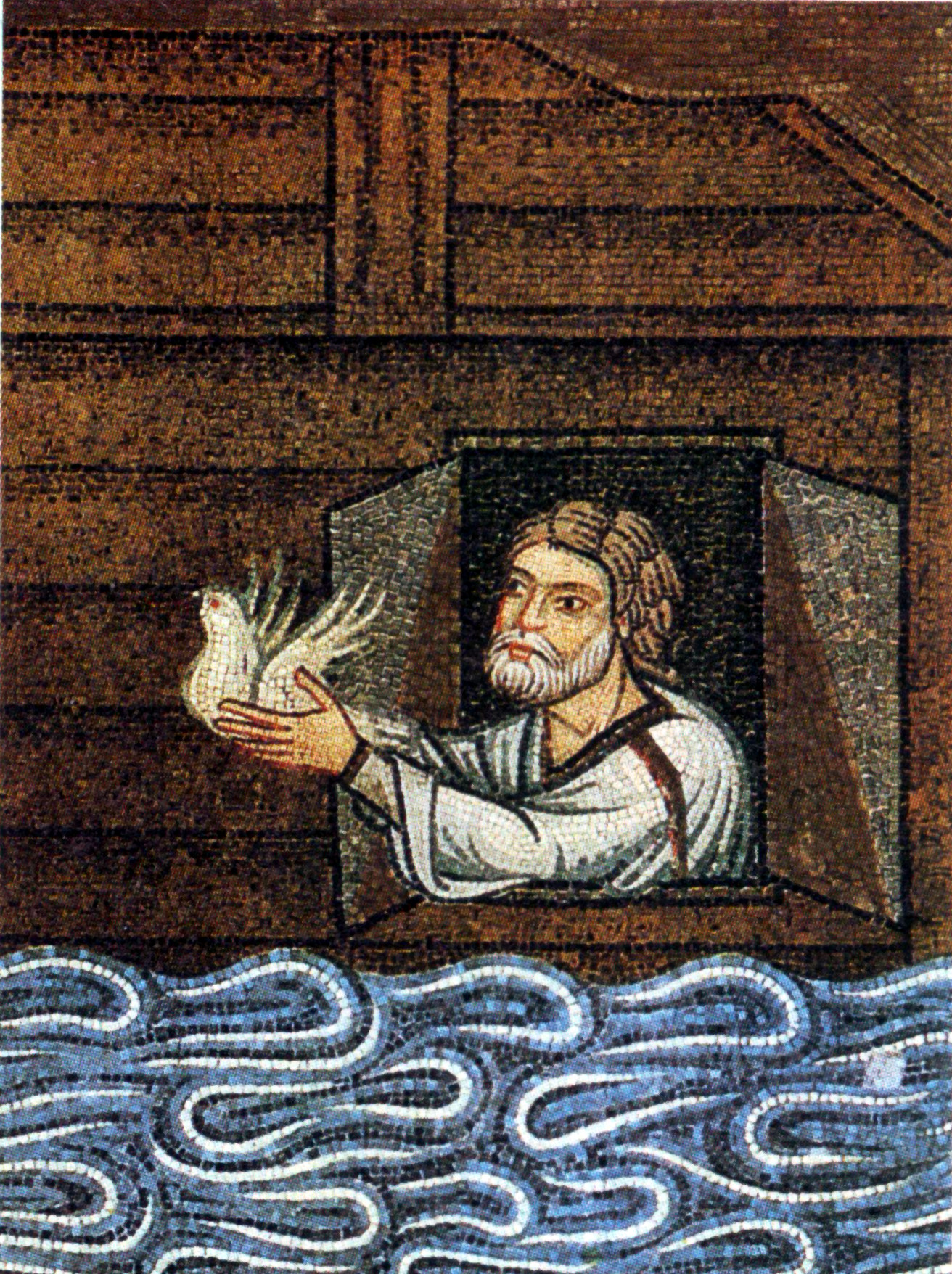
Une mosaïque du XIIIe siècle montrant Noé dans l'arche.

Après l'hymne d'ouverture « Seigneur Jésus, pensez à moi », Dieu parle à Noé, annonçant la destruction prochaine du monde de péchés. Dieu dit à Noé de construire une arche qui permettra le salut pour lui et sa famille. Noé accepte et demande à sa famille de l'aider. Ses fils et leurs épouses entrent avec des outils et des matériaux et de commencer à travailler, tandis que Mme Noé et ses amies se moquent du projet.
Quand l'arche est achevé, Noé tente de convaincre sa femme d'y entrer : « Femme, dans ce navire nous serons saufs », mais elle refuse et ils se querellent. La voix de Dieu prédit quarante jours et quarante nuits de pluie et charge Noé de remplir l'arche avec des animaux de toutes sortes. Les animaux entrent dans l'arche deux à deux, tandis que les fils de Noé et leurs épouses commentent la scène. Noé commande à sa famille de monter à bord de l'arche ; de nouveau madame Noé et ses amies refusent, préférant festoyer. Finalement, les fils poussent madame Noé à bord, tandis que ses amies sont emportés par l'inondation ; elle récompense son mari avec une claque. La pluie commence à tomber et il se forme une grande tempête juste lorsque la première strophe de l'hymne naval « Eternal Father, Strong to Save » se fait entendre de l'arche. La congrégation chante avec eux, dans les deuxième et troisième versets de l'hymne, pendant lesquels la tempête se calme progressivement. Quand il le calme est revenu, Noé envoie un corbeau, en disant « s'il ne revient pas de encore / c'est le signe qu'il y a / du sec qu'il y a une montagne ou une plaine. » Le corbeau ne revenant pas, Noé sait que l'oiseau a découvert la terre ferme. Il envoie une colombe, qui finalement ramène un rameau d'olivier. Noé accepte ce signe de délivrance et rend grâce à Dieu.
La voix de Dieu commande à tous de quitter l'arche. Alors les animaux chantent « Alleluia » et les hommes un concert de louanges : « Seigneur, nous te remercions pour ta puissance ». Dieu promet qu'il ne détruira plus jamais la terre avec l'eau et produit un arc en ciel comme promesse. Les chanteurs commencent l'hymne « Du haut du firmament », avec la congrégation qui se joint à eux les deux versets suivants. Tous s'en vont, sauf Noé, qui reçoit la bénédiction de Dieu et la promesse qu'il ne se vengera plus : « Et maintenant, adieu mon cher aimé » avant de sortir de scène.

## Création

### Écriture
Britten commence la planification détaillée de l'opéra en août 1957, alors qu'il naviguait vers le Canada pour une tournée avec l'English Opera Group. Il dit à Colin Graham, alors metteur en scène de l'EOG, qu'il le voulait pour diriger la nouvelle œuvre. Après une nouvelle réunion à Londres, au siège de l’Associated Rediffusion, le 18 octobre, Britten commence les brouillons de sa musique à Aldeburgh dès le 27 octobre,. À la pièce sur Noé dans l'édition de Pollard, il ajoute trois hymnes anglicans : « Lord Jesus, think on me », « Eternal Father, strong to save » et  « The spacious firmament on high », ; introduit le chant grec répétitif « Kyrie eleison » (« Seigneur ayez pitié ») lors de l'entrée des animaux et « Alleluias » leur de leur sortie triomphale. Le musicien a terminé les deux tiers environ de l'opéra, quand Ford est démis de l’Associated Rediffusion, prétendument pour des carences administratives et inexpérience. L’Associated Rediffusion se retire du projet, ensuite repris par Associated Television (ATV), dont le président Lew Grade prend personnellement la responsabilité de signer le contrat et demande instamment à Britten d'achever l'opéra.
En novembre 1957, Britten déménage à la Maison Rouge, juste à la sortie Aldeburgh, mais continue à travailler sur l'opéra pendant ce bouleversement. Selon une lettre écrite à Edith Sitwell le 14 décembre, « les dernières mesures de l'opéra [ont été] ponctués par des coups de marteau » des ouvriers travaillant à la Maison Rouge. Avant de terminer le brouillon de la composition le 18 décembre, Britten écrit au baryton Owen Brannigan, qui avait chanté dans plusieurs des opéras précédents de Britten, lui proposant le rôle-titre. Britten termine la partition d'orchestre en mars 1958, qui est dédicacée ainsi : « Pour mes neveux et nièces, Sebastian, Sally et Roguey Welford et à mon jeune ami Ronald Duncan » [un des filleuls de Britten].

### Besoins
Avec la grande variété d'enfants artistes nécessaires à l'opéra et à la lumière de ce qui s'est déroulé lors de sa première, Britten détaille certaines des exigences spécifiques pour l'interprétation dans les partitions vocales et d'étude publiées par Boosey & Hawkes. L'opéra est conçu pour une grande salle ou une église mais n'est pas destiné au théâtre. L'action devrait avoir lieu sur une estrade, mais pas sur une scène séparée de l'auditoire ; l'orchestre doit être placé à la vue de tous, avec le chef d'orchestre en position de diriger à la fois l'orchestre et, lors des hymnes, la congrégation. Noé et madame Noé sont chantés par des « chanteurs-acteurs accomplis » et la voix de Dieu mais pas nécessairement un acteur professionnel, doit avoir « une voix parlée riche, avec une élocution simple et sincère, sans être du tout « cabotin ». Les jeunes amateurs jouant les enfants de Noé, doivent être âgés entre 11 et 15 ans, avec « des voix bien formées et des personnalités pleines de vie » ; Jaffet, l'aîné, pourrait avoir une voix cassée. Les amies de Madame Noé – appelées gossips ou commères – devraient être les filles plus âgées, avec des voix fortes et une grande capacité à agir. Les enfants qui jouent les animaux, devraient varier en taille et sont âgés de sept à dix-huit ans. Un groupe plus âgé, avec peut-être quelques voix cassées, devrait représenter les plus grands animaux : lions, léopards, chevaux, chameaux etc. ; tandis que les plus jeunes doivent jouer les rats, les souris et les oiseaux. Il y a une danse ou un ballet, impliquant deux enfants artistes jouant les rôles du corbeau et de la colombe.
Pour la première fois, pour un de ses ouvrages impliquant des amateurs, Britten a envisagé un large complément d'enfants artistes au sein de l'orchestre, dirigé par ce que Graham décrit comme « la consolidation professionnelle » (the professional stiffening) d'un duo de piano, un quintette à cordes composé d'un quatuor et contrebasse, des flûtes à bec et une timbale. Les jeunes musiciens jouent des instruments variés, notamment un ensemble de cordes complet avec pour chaque pupitre, un membre du quintette professionnel. Les violons sont subdivisés en différents niveaux de difficulté, du simple (cordes à vide la plupart du temps), à ceux capables de jouer jusqu'à la troisième position. Les flûtes à bec devraient être dirigées par un soliste accompli, capable de coup de langue (Flatterzunge , Flutter-tonguing) ; les clairons, joués dans la production originale par un groupe de garçons d'une école locale, sont joués par les enfants représentant des animaux qui marchent dans l'arche, à l'apogée de l'opéra,. Les jeunes percussionnistes, animés par un timbalier professionnel, jouent de divers instruments exotiques et inventés,, la partition elle-même spécifie du papier de verre (« deux morceaux de papier de verre attachés à des blocs de bois et frottés ensemble »), et « tasses en bandoulières » Ces « Slung tasses » avait pour but de représenter les premières gouttes de pluie. Britten avait à l'origine, l'idée de frapper des tasses avec une cuillère, mais après des essais infructueux, il a demandé conseils à Imogen Holst : « par grand bonheur, j'avais eu à enseigner à des groupes de percussion à l'Institut des femmes, pendant la guerre « la demi-heure sociale », donc j'ai pu le prendre dans ma cuisine et lui montrer comment une rangée de tasses en porcelaine suspendues sur une longueur de ficelle, pouvait être frappée avec une grande cuillère en bois. »
Britten ajoute aussi – relativement tard dans le travail d'écriture de la partition – un ensemble de clochettes. Selon Imogen Holst, un membre du club des jeunes d'Aldeburgh, a attiré l'attention de Britten sur un ensemble local de jeunes sonneurs de clochettes. En les entendant, Britten a été tellement enchanté par les sonorités, qu'il a donné à l'ensemble un rôle majeur pendant l'épisode de l'arc-en-ciel, qui se déroule à la fin de l'opéra. Plusieurs commentateurs, notamment Michael Kennedy, Christopher Palmer et Humphrey Carpenter, ont noté les affinités de son entre l'utilisation que fait Britten des clochettes et les ensembles de gamelan qu'il avait entendus en direct à Bali, en 1956,,. La rareté des clochettes accordées à différents sons, requises par Britten dans l'opéra, allait devenir un problème lorsque la partition était en cours de préparation pour publication.

## Histoire des interprétations et réception

### Création

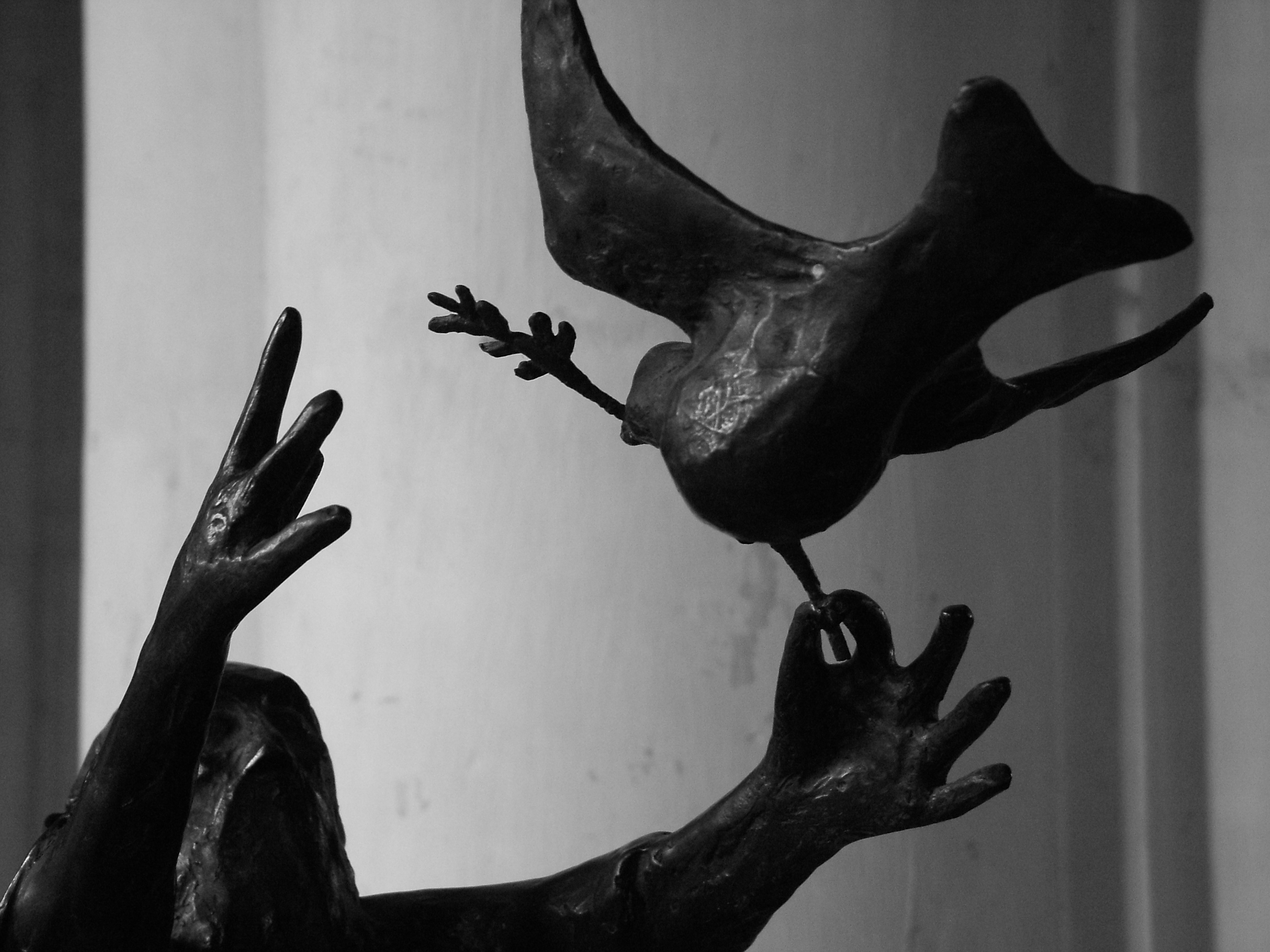
Détail d'une statue de Noé et de la colombe dans l'église d'Orford, où l'opéra Noye's Fludde a connu sa première représentation.

La première représentation de Noye's Fludde a été mis en scène pendant le Festival d'Aldeburgh 1958, à l'église Orford le 18 juin. Le chef d'orchestre était Charles Mackerras qui avait déjà participé à plusieurs production du festival. La production était dirigée par Colin Graham, qui a aussi conçu la mise en scène, avec des costumes de Ceri Richards,,. Outre Brannigan dans le rôle de Noye, deux autres chanteurs professionnels ont été engagés : Gladys Parr, dans son dernier rôle avant sa retraite, qui a chanté la partie de Mme Noye et enfin la voix parlée de Dieu a été fournis par la basse d'origine galloise, Trevor Anthony. Les autres rôles important étaient tenus par les enfants solistes, sélectionnés par de vastes auditions. Parmi ceux-ci, il y avait le futur acteur et chanteur, Michael Crawford, âgé de 16 ans et que décrit Colin Graham comme « un jeune ténor à la voix cassée très récemment », qui jouait le rôle de Jaffet,. Les commères de Mrs. Noye qui devaient être originellement jouées par des filles d'une école du Suffolk, mais lorsque la directrice a entendu des rumeurs sur les parties « dissolues » qui devait être joué, elle a retiré ses élèves du projet. Le chœur des animaux a été fourni par les enfants de trois écoles locales : Sir John Leman, de Beccles ; Bungay County Primary ; et the Heath Primary School, de Kesgrave.
Les éléments professionnels de l'orchestre ont été fournis par les musiciens de l'English Opera Group, dirigé par Emanuel Hurwitz. Les adultes restants étaient le duo de piano, joué par Viola Tunnard et Martin Penny et l'organiste Ralph Downes. Les enfants, désignés comme « Orchestre des enfants de l'Est-Suffolk », était composé des sonneurs de clochettes venant de l'école du comté de Leiston ; un groupe de percussion, dont les instruments incluaient des tasses en bandoulière, originaires de la Woolverstone Hall School ; les flûtistes du Framlingham College ; et les joueurs de clairon de la Royal Hospital School d'Holbrook. En évoquant la première Graham, quelques années plus tard, écrit : « Le grand orchestre (à l'origine 150 exécutants),... ont été massés près du bénitier de l'église Orford, tandis que l'opéra a été joué sur une scène érigée au fond de la nef. » Philip Hope-Wallace, dans le The Manchester Guardian, remarque que « Charles Mackerras dirige toutes les forces ensemble, se déplaçant autour d'un pilier pour être en mesure de contrôler chaque section à son tour. » Martin Cooper du The Daily Telegraph note : « Les murs blancs de l'église Orford meublées un cadre idéal aux couleurs gaies de costumes de Ceri Richards et aux fantastiques coiffures des animaux. En fait, l'avenir de l'œuvre se situera dans les églises des villages de ce genre et avec des musiciens amateurs, pour qui Britten a écrit quelque chose à la fois de tout à fait nouveau et d'exceptionnellement original. »

### Productions suivantes

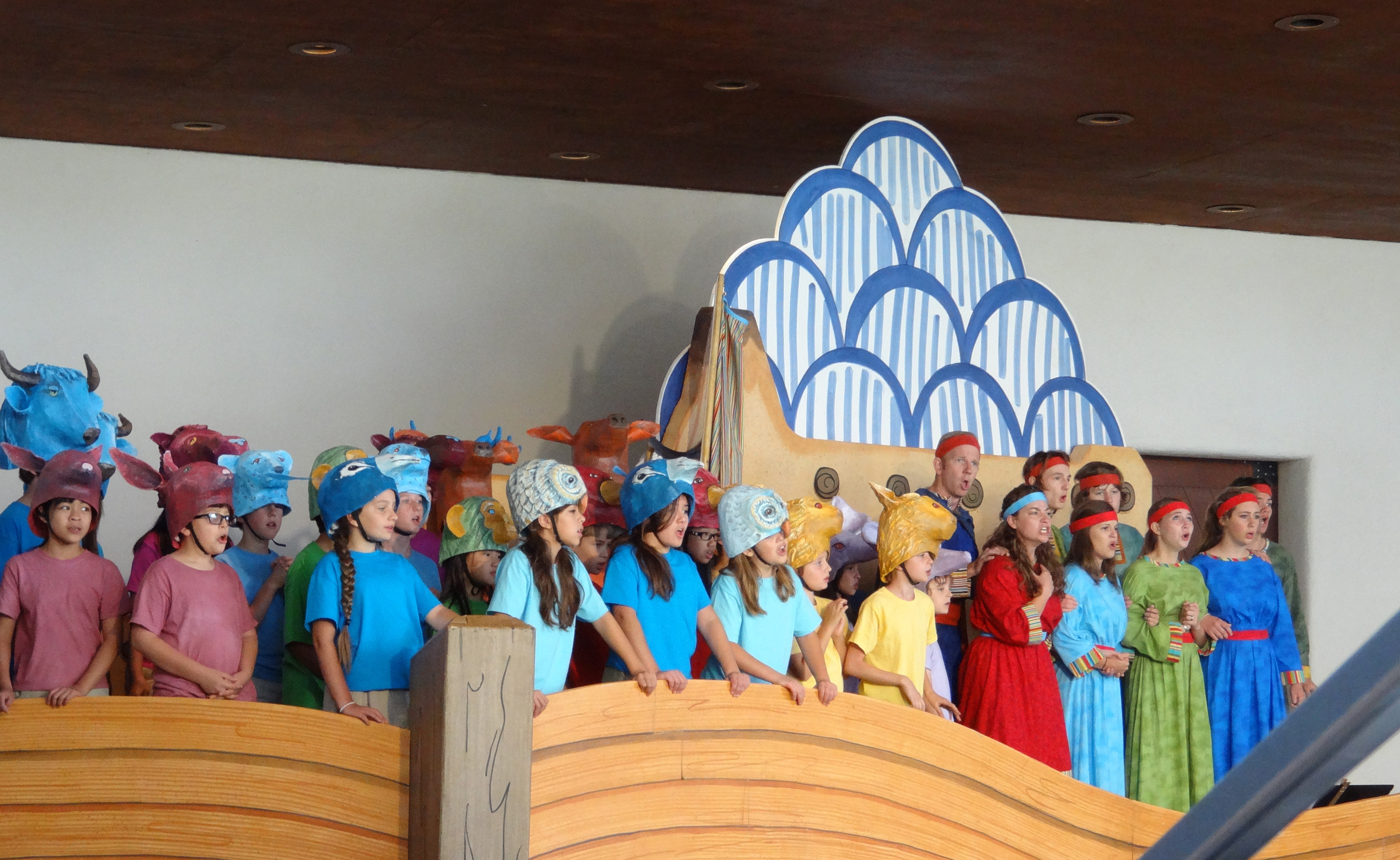
Noye's Fludde donnée dans une salle de répétition de l'opéra de Santa Fe, le 11 août 2013.

En 1972, Jonathan Miller met en scène sa première production de Noye's Fludde, les 21–23 décembre au Roundhouse Theatre de Londres. Les rôles d'adulte était tenus par Michael Williams (Dieu), Bryan Drake (Noé) et Isabelle Lucas (Madame Noah) et dirigé par le chef d'orchestre John Lubbock,.
Parmi les productions les moins conventionnelles, en septembre 2005, Noye's Fludde était joué au zoo de Nuremberg, dans une production du festival international de musique de chambre de Nuremberg avec la participation d'environ 180 enfants de la ville et d'Angleterre, mise en scène par Nina Kühner, dirigé par Peter Selwyn. Une autre production, a été montée au zoo de Belfast, en Irlande du Nord, par l'Opéra d'Irlande du Nord et la KT Wong Foundation. La mise en scène était d'Oliver Mears et la direction assurée par Nicholas Chalmers, avec Paul Carey Jones dans le rôle de Noé et Doreen Curran, la femme de Noye. La même production a été interprétée en Chine, en octobre 2012, au festival de Pékin, en création chinoise de l'œuvre et la première d'un opéra complet donné en chine, et donné de nouveau au festival Shanghai Music In The Summer Air (MISA) en juillet 2013.
L'année du centenaire Britten en 2013, a initié de nombreux spectacles à travers le Royaume-Uni. Notamment au Tewkesbury Abbey durant le Festival de musique de Cheltenham et le festival de Thaxted Festival où 120 enfants de la ville portaient des costumes d'animaux. Une production du Festival d'Aldeburgh pour clore l'année en novembre, a été montée dans sa ville natale de Lowestoft, la veille du 100e anniversaire de la naissance de Britten. Andrew Shore était Noye et Felicity Palmer Mrs Noye. Ce concert a été enregistré par la radio et diffusé sur BBC Radio 3 le 24 novembre. Hors du Royaume-Uni, plusieurs théâtres professionnels ont monté Noye's Fludde l'année du centenaire, avec la participation d'enfants, notamment à l'opéra de Santa Fe et à l'opéra de La Nouvelle-Orléans qui montait sa toute première production d'un opéra de Britten.

## Musique
Noye's Fludde est décrit par le musicologue Arnold Whittall, comme un précurseur des paraboles d'église composés par Britten des années 1960,, et par Paul Kildea, biographie du compositeur, comme une œuvre hybride, « autant une cantate qu'opéra ». L'essentiel de l'écriture orchestrale, dit Eric Roseberry, analyste de la musique, se trouve « dans la fourchette technique très restreinte de jeunes musiciens intelligents ». Plusieurs épisodes de l'opéra — tels que « le conflit grinçant du thème de la passacaglia de Britten, contre l'air familier de John Bacchus Dykes dans la tempête » — introduit les auditeurs et les jeunes artistes, comme le dit Eric Roseberry dans « un idiome contemporain de dissonances », en contraste avec le « style usé » de la plupart des musiques écrites pour les enfants. Avec son arrangement novateur tant du groupe vocal et instrumentale, Noye's Fludde, est résumée par Whittall comme « une brillante démonstration de la façon de combiner les compétences instrumentales et vocales relativement élémentaires d'amateurs avec des professionnels, pour produire une œuvre très efficace de théâtre musical. »
L'opéra débute avec un court, « intense » prélude instrumental, qui forme la base de l'accompagnement musical de l'hymne d'ouverture de la congrégation ; sa première phrase est fondée sur une basse descendante mi – si – fa, appelée à devenir un motif important. Humphrey Carpenter note que, tout au long de l'hymne la ligne de basse est en phase avec le chant, un effet qui, dit-il « suggère un monde adulte où la pureté est inaccessible ». À la suite de l'hymne, la Voix de Dieu est accompagné, comme il est dans tous ses avertissements et déclamations d'avant le déluge, par les notes mi – si – fa de la ligne de basse présenté dans l'ouverture de l'opéra, sonnant aux timbales,,. Après la réponse de Noé en récitatif, l'épisode musical suivant est l'entrée des enfants de Noé et de leurs épouses. Un passage qui, comme le suggère Carpenter, remplace le pessimisme des adultes avec « l'optimisme béat de l'enfance ». La mélodie syncopée de la chanson des enfants est dérivée de la dernière ligne du récitatif de Noé : « Comme Dieu nous a ordonné de faire ».
Madame Noé et ses commères entrent sur une transformation (en fa-dièse mineur) de la mélodie des enfants, qui reflète leur attitude moqueuse. Dans la chanson de Noé, autour de l'arche à construire, le leitmotiv du déluge, dérivée de la première ligne de l'hymne d'ouverture, revient comme un refrain solennel. La musique qui accompagne les travaux de construction, sollicite fortement l'orchestre des enfants et comprend des trilles de flûte à bec, pizzicato des cordes à vide, et des coups dur des blocs chinois. Après un bref the brief "quarrel" en duo entre Noé et son épouse dans une mesure à 6/8, des percussions et timbales, la Voix de Dieu donne l'ordre de remplir l'arche. Une fanfare de Bugle annonce l'arrivée des animaux, qui marchent dans l'arche d'un air « désinvolte et innocent », dans lequel Roseberry détecte l'esprit de Mahler ; les fanfares rythment l'ensemble de la marche. Les oiseaux sont le dernier groupe pour entrer dans l'arche, à l'accompagnement d'une troisième partie canon chanté par les enfants de Noé et leurs épouses. Dans la scène finale avant la tempête, où Noé et sa famille tentent de persuader Madame Noé à se joindre à eux dans l'arche (sol majeur), la musique exprime l'obstination de Madame Noé en ayant sa réponse accompagnée d'une pédale en ré-dièse, préparant le scherzo des commères en mi mineur. Madame Noé reçoit une gifle, quand finalement elle est persuadée, le tout accompagné d'un grand fortissimo en mi majeur.
La scène de la tempête, qui forme le centre de l'opéra, est une passacaille étendue. Le thème utilise l'ensemble de échelle chromatique,,,. Dans une longue introduction instrumentale, libre cours est donné aux différents pupitres de l'orchestre des enfants. Les tasses en bandoulières, frappées avec une cuillère en bois, donnent le son des premières gouttes de pluie. Les trilles des flûtes à bec représentent le vent, les cordes imitent les vagues, tandis que les accords de piano décrivent le leitmotiv de l'inondation,. Le son construit un à climax avec le tonnerre et la foudre de la percussion. À l'apogée de la tempête, lorsqu'est chanté « Père éternel », le thème de la passacaille fournit la ligne de basse de l'hymne. Après l'hymne, la fureur en mineur de la passacaille progressivement s’atténue et se résous, dans ce Roseberry décrit comme « un frais fa majeur pastoral » semblable à celle du finale de la Pastorale de Beethoven. La réapparition de Noé est suivie par de brèves valses pour le corbeau, accompagnées du violoncelle solo, et la colombe, celle-ci évoqué par la les coups de langue de la flûte à bec solo, dont la mélodie est inversée lors du retour de la colombe,.
Après l'instruction de Dieu, les gens et les animaux quittent l'arche, chantant un chœur reconnaissants d'« Alleluias », avec en plus des fanfares de bugle en si-bémol. L'apparition de l'arc-en-ciel est accompagné du carillon des clochettes, un son qui domine les dernières étapes de l'œuvre. Dans l'hymne canonique final, les mélodies principales se déplacent de fa majeur à sol majeur et une chanté sur les appels de bugle réitérés, rejoints par les clochettes. Dans le troisième verset, l'orgue fournit une brève intervention dissonante, "the one jarring note in Noye's Fludde" according to the musicologist Peter Evans (en). Graham Elliott believes that this may be a musical joke in which Britten pokes gentle fun at the habits of some church organists. Les carillons, mêlés de tasses en bandoulière et de cloches qui continuent pendant la bénédiction finale de Dieu. À la disparition de Noé, l'orchestre offre un salut fortissimo final. L'opéra se conclus pacifiquement avec le carillon des clochettes en si-bémol en alternance avec les accords en sol des cordes – « une fin belle fin obsédante », selon Roseberry.

## Publication
Plusieurs des caractéristiques nouvelles de l'opéra, notamment l'utilisation d'un grand orchestre amateur, et plus particulièrement l'utilisation des clochettes, ont posé des problèmes pour l'éditeurs de Britten, Boosey & Hawkes. Ernst Roth a demandé au sujet de la disponibilité des clochettes à la firme Mears & Stainbank (la fonderie de cloche de Whitechapel à Londres) et a écrit à Britten pour lui demander de préparer une version alternative simplifiée de Noye's Fludde destinée à la publication, depuis la rareté des clochettes dans la tonalité de mi-bémol fait la partition originale, à son avis, impraticable,,. Britten a résisté à une telle proposition : « Je pense que si vous considérez l'interprétation de l'œuvre dans une grande église avec environ cinquante enfants ou plus chantant, vous serez d'accord que l'orchestre semblerait totalement inadéquate s'il était seulement composé d'un duo de piano, quelques cordes et d'un tambour ou deux. » Britten a suggéré que Boosey & Hawkes devaient plutôt investir dans un ensemble de clochettes en mi-bémol en location pour les spectacles ; ou que la partie de clochettes pourrait être tout simplement repéré dans la partie de duo de piano. Plus tard, après la publication de la partition et dans la pers score a été publié et dans la perspective de l'imminente présentation à Ettal, Britten a suggéré qu'il pourrait tenter de réécrire la musique pour un ensemble de clochette en ré ; depuis les ensembles dans cette tonalité ont été plus fréquents qu'en mi-bémol.
Dans le cas, Britten n'a jamais préparé de version alternative pour instrumentation réduite. Il était d'accord cependant, pour publier une partition « moins encombrante », en présentant les groupes de flûtes à bec amateurs, cordes en ripieno et percussions sous la forme de courtes partitions, bien entendu les partitions complètes pour ces groupes étant disponibles à la location pour les répétition et les représentations. La partition d'orchestre complète a été publié en 1958, et la partition vocale, préparée par Imogen Holst, avec le livret traduit en allemand par le prince Ludwig de Hesse et du Rhin, sous le pseudonyme de Ludwig Landgraf, l'année suivante.

## Enregistrements
| année | effectif : Noé, Mme. Noye, Voix de Dieu                  | Direction, Ensemble(s) chœur et orchestre                                                              | Label |
| ----- | -------------------------------------------------------- | --- | --- |
| 1961  | Owen Brannigan Sheila Rex Trevor Anthony                 | Norman Del Mar, English Opera Group Orchestra, East Suffolk Children's Chorus and Orchestra            | - LP Argo ZNF 1 - Decca 4363972. Complément : The Golden Vanity                                                           |
| 1988  | Donald Maxwell Linda Ormiston Richard Pasco              | Richard Hickox, Coull Quartet, Endymion Ensemble, Salisbury and Chester Schools' Chorus and Orchestra. | - Virgin VC7 91129-2. Complément : Sérénade pour ténor, cor et cordes, - EMI coffret 37CD The Collector's Edition 2175262 |
| 2007  | David Wilson-Johnson Catherine Wyn-Rogers Benjamin Luxon | Nicholas Wilks, Members of the BBC Concert Orchestra, Finchley Children's Music Group.                 | Somm Recordings SOMM 212. Complément : A Ceremony of Carols,                                                              |